# ماركوس تودغاي
ماركوس تودغاي (بالإنجليزية: Marcus Tudgay)‏ (3 فبراير 1983 بساسكس في المملكة المتحدة - ) هو لاعب كرة قدم بريطاني في مركز الهجوم. لعب مع تشارلتون أثلتيك وديربي كاونتي وشيفيلد وينزداي وكوفنتري سيتي ونادي بارنسلي ونوتينغهام فورست.

## وصلات خارجية
- ماركوس تودغاي على موقع إي إس بي إن إف سي (الإنجليزية)
- ماركوس تودغاي على موقع قاعدة بيانات كرة القدم.إي يو (الإنجليزية)
- ماركوس تودغاي على موقع Soccerbase.com (لاعب) (الإنجليزية)